# Maserati MSG Racing
Maserati Monaco Sports Group Racing es una escudería italiana que hizo su debut en el campeonato Mundial 2022-23 de Fórmula E en sustitución del equipo Venturi Racing.

## Historia
El 10 de enero de 2022, Maserati anunció su ingreso a la Fórmula E como fabricante, en asociación con un equipo aún por anunciar. Su debut en la categoría de monoplazas eléctricos está programado para la temporada 2022-23, marcando su regreso a las carreras de monoplazas después de 65 años, cuando el fabricante compitió por última vez en la Fórmula 1 en 1957. Como resultado, Maserati se convertirá en el primer constructor y fabricante italiano en competir en la Fórmula E.
El ingreso de Maserati a la Fórmula E como fabricante fue posible después de que las pautas de marca adicionales especialmente adaptadas por la categoría eléctrica a principios de 2022 allanaron el camino para que el fabricante italiano se convirtiera en una marca adicional de Stellantis en la categoría, junto con DS Automobiles. Como tal, Maserati utilizará bajo su marca sistemas de propulsión diseñados y desarrollados por DS, que es la marca original de Stellantis, bajo la cual también pertenece Maserati.
Posteriormente, el 7 de abril, se anunció un acuerdo de asociación plurianual entre la marca italiana y Venturi Racing para que el equipo de Maserati opere desde la base y la estructura de Venturi en Mónaco. Con este acuerdo, se retiraría Venturi, que había estado presente en la grilla de Fórmula E desde su temporada inaugural. Sin embargo, la mayor parte de la estructura restante del equipo permanecerá.
El 3 de noviembre de 2022, el equipo anunció su primera alineación de pilotos para el debut: Edoardo Mortara y Maximilian Günther.

## Resultados

### Fórmula E
(Clave) (negrita indica pole position) (cursiva indica vuelta rápida puntuable)
| Año     | Chasis         | Unidad                | Neu. | N.º | Pilotos            | 1   | 2   | 3   | 4   | 5   | 6   | 7   | 8   | 9   | 10  | 11  | 12  | 13  | 14  | 15  | 16  | Puntos | Pos. |
| ------- | -------------- | --------------------- | ---- | --- | ------------------ | --- | --- | --- | --- | --- | --- | --- | --- | --- | --- | --- | --- | --- | --- | --- | --- | ------ | ---- |
| 2022-23 | Fórmula E Gen3 | Maserati Tipo Folgore | H    |     |                    | MEX | DIR | DIR | HYD | CAB | SÃO | BER | BER | MON | YAK | YAK | PRT | ROM | ROM | LON | LON | 140    | 6.º  |
| 2022-23 | Fórmula E Gen3 | Maserati Tipo Folgore | H    | 7   | Maximilian Günther | 11  | DNS | 19  | 13  | Ret | 11  | 3   | 6   | Ret | 3   | 1   | 6   | 3   | 6   | 12  | 14  | 140    | 6.º  |
| 2022-23 | Fórmula E Gen3 | Maserati Tipo Folgore | H    | 48  | Edoardo Mortara    | Ret | Ret | 9   | 10  | Ret | Ret | 9   | Ret | 11  | 6   | 8   | Ret | Ret | 4   | 5   | 11  | 140    | 6.º  |